# Nuvem de Hills

Impressão artística da Nuvem de Oort, Nuvem de Hills e Cinturão de Kuiper.

A Nuvem de Hills, também chamado de Nuvem de Oort interior e Nuvem Interior é, na astronomia, um vasto corpo esférico dentro da hipotética nuvem de Oort, cuja borda externa está localizado a uma distância de 2 a 3×104 UA do Sol, e cuja borda interna, não tão definido, está hipoteticamente localizado a cerca de 100 e 3000 UA, muito além das órbitas dos planetas e objetos do cinturão de Kuiper, mas as distâncias podem ser muito mais elevadas. Se existir, a nuvem de Hills contém cerca de 5 vezes mais cometas do que a Nuvem de Oort.
Os cometas da nuvem de Oort são continuamente perturbados por seu ambiente. Uma percentagem significativa deles deixa o Sistema Solar, ou vai para o sistema interno. Por isso, deve ter esgotado o número de cometas há muito tempo, mas não é assim. A teoria da nuvem de Hills refere-se à longevidade da nuvem de Oort, postulando uma zona densamente povoada na região interior da nuvem de Oort. Os objetos projetados da nuvem de Hills é provável que terminem na região clássico da nuvem de Oort, mantendo assim a nuvem. Provavelmente a nuvem de Hills é a maior concentração de cometas no Sistema Solar.
A existência da nuvem de Hills é plausível porque muitos corpos já foram encontrados. Seria mais espessa do que a nuvem de Oort, mas muito menor. A interação gravitacional com as estrelas próximas e efeitos da maré da galáxia têm dado órbitas circulares aos cometas na Nuvem de Oort, o que não é visto no caso dos cometas na nuvem de Hills. A massa total da nuvem de Hills é desconhecida, alguns cientistas acreditam que seria mais massiva que a Nuvem de Oort.